# Invasão da Baía dos Porcos
A Invasão da Baía dos Porcos (conhecida em Cuba como La Batalla de Girón) foi uma tentativa frustrada de invadir a costa sudoeste de Cuba empreendida em abril de 1961 por um grupo paramilitar de exilados cubanos anticastristas (a chamada Brigada de Asalto 2506). O grupo fora treinado e dirigido pela CIA, com apoio das Forças Armadas dos Estados Unidos. O objetivo da operação era derrubar o governo socialista de Fidel Castro.
O plano foi lançado em abril de 1961, menos de três meses depois de John F. Kennedy ter assumido a Presidência dos Estados Unidos. A arriscada ação terminou em fracasso. As forças armadas cubanas, treinadas e equipadas pelas nações do Bloco do Leste, derrotaram os combatentes do exílio em três dias e a maior parte dos agressores se rendeu.
O ataque à Baía dos Porcos fazia parte da chamada "Operação Mangusto", que tinha como objetivo derrubar o recém-formado governo comunista e assassinar o líder da Revolução Cubana, Fidel Castro. Depois de três dias de combates, os invasores foram vencidos e Fidel declarou "vitória sobre o imperialismo americano".
Fidel Castro já esperava um ataque direto à ilha, tendo sido alertado previamente por Che Guevara, que presenciara um ataque semelhante durante o golpe ocorrido na Guatemala. Com a invasão iminente, Fidel anunciou em discurso no dia 16 de abril de 1961, pela primeira vez, o caráter socialista da revolução e, no dia seguinte, teve início o ataque à ilha, na Praia de Girón, localizada na Baía dos Porcos.
Através da CIA, o governo estadunidense treinou 1 297 exilados cubanos, a maioria deles baseados em Miami, para destituir o governo de Fidel Castro. Como o planejado apoio da Força Aérea Americana fora vetado pelo presidente Kennedy, temendo envolver o governo dos Estados Unidos de forma institucional e aberta, a operação foi lançada com pouco apoio logístico dos Estados Unidos e fracassou. Castro, temendo uma nova invasão americana, decidiu apoiar a ideia da União Soviética de instalar mísseis nucleares no seu país, o que precipitou em uma nova crise na região, desta vez com proporções bem maiores.

## Contexto
Cuba foi por séculos parte do Império Espanhol. Ao fim do século XIX, nacionalistas e revolucionários cubanos se rebelaram contra a metrópole espanhola, resultando em três guerras: a guerra dos dez anos (1868–1878), a Guerra Chiquita (1879–1880) e a guerra de independência cubana (1895–1898). Interessados em expandir sua influência em Cuba, que era considerada a região mais valorizada do império colonial espanhol, o governo dos Estados Unidos declarou guerra contra a Espanha em 1898. Os americanos invadiram a ilha e expulsaram o exército espanhol. Em 20 de maio de 1902, um novo governo independente foi fundado, a República Cubana, com os americanos transferindo o poder para as mãos do presidente Tomás Estrada Palma, um cubano com cidadania americana. Logo em seguida, empresários e latifundiários americanos começaram a chegar em Cuba e, por volta de 1905, cerca de 60% das propriedades rurais estavam em mãos de cidadãos dos Estados Unidos. Entre 1906 e 1909, cinco mil fuzileiros navais americanos estavam estacionados na ilha, e intervieram diretamente em assuntos internos do país em 1912, 1917 e em 1921, na maioria das vezes com apoio do governo local.

### Fidel Castro e a Revolução Cubana
Em março de 1952, Fulgencio Batista, general e político cubano, assumiu o controle da ilha e se proclamou presidente. Batista cancelou as eleições presidenciais, descrevendo seu novo sistema de governo como "democracia disciplinada"; apesar de ter recebido certo apoio por parte da população do país, muitos cubanos viram o novo regime como uma ditadura. Muitos grupos de oposição ao regime de Batista pegaram em armas contra o novo governo, dando início a chamada Revolução Cubana. Um destes grupos era o "Movimento 26 de Julho" (MR-26-7), fundado pelo advogado Fidel Castro. Consistido em membros civis e militares, eles rapidamente começaram a treinar seus militantes para iniciar uma guerrilha contra as forças de Batista.
Entre 1956 e 1959, Fidel Castro liderou seus guerrilheiros contra o regime de Batista a partir das montanhas de Sierra Maestra. A repressão do governo e a má condição econômica da ilha tornou Fulgencio muito impopular e por volta de 1959, as forças de Batista já estavam em retirada. Em 1 de janeiro do mesmo ano, ele renunciou e fugiu para o exílio, levando consigo uma fortuna de 300 milhões de dólares. O comando do país acabou caindo nos colos de Manuel Urrutia Lleó, que fora escolhido por Castro, enquanto os membros do MR-26-7 assumiram todo o novo gabinete de governo. Em 16 de fevereiro de 1959, Castro se auto proclamou Primeiro-Ministro. Sem qualquer eleição, ele proclamou sua nova administração como um exemplo de democracia direta. Os críticos do novo regime, contudo, afirmaram que ele conduzia o país para uma nova ditadura.

### A contrarrevolução
Logo após a bem-sucedida revolução, militantes contrarrevolucionários surgiram para tentar derrubar o novo regime. Eles realizaram diversos atentados contra alvos públicos e prédios do governo, tomando ações de guerrilha contra as tropas comunistas, o que levou a uma pequena guerra civil de seis anos. Estes dissidentes eram financiados e armados por várias nações estrangeiras, incluindo pelas comunidades de cubanos exilados pela América Latina, pela Central Intelligence Agency (CIA) e pelo governo do ditador dominicano Rafael Trujillo. A repressão foi brutal, com combates violentos nas regiões montanhosas.

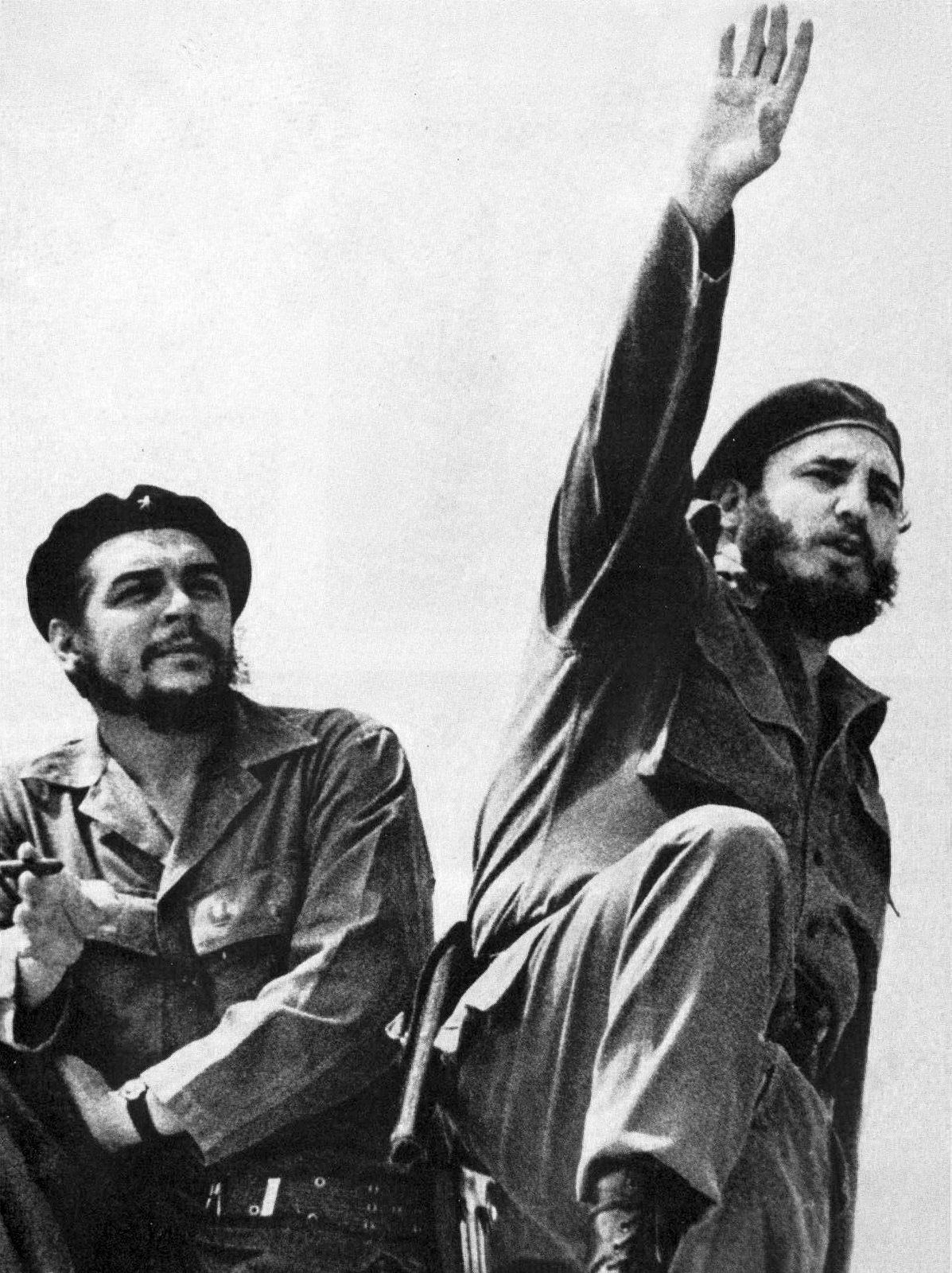
Che Guevara (esquerda) e Castro, em 1961.

O governo de Castro começou a fazer progressos contra os rebeldes, prendendo centenas de dissidentes. A imprensa também passou a ser censurada.
Apesar de tentar se demonstrar um político moderado, Castro ordenou a tortura e execução de vários opositores, com o objetivo declarado de impedir novos atentados contra o regime. Em março de 1961, por exemplo, Jesus Carreras e o americano William Alexander Morgan (ex aliado de Fidel) foram executados por um "tribunal revolucionário". Apesar das críticas a repressão e as execuções de políticos, o governo de Fidel Castro começou a conquistar mais apoio popular, especialmente devido as políticas socioeconômicas tomadas pelo regime.

### Tensões com os Estados Unidos
O regime de Castro, assim que entrou no poder, ordenou que as refinarias de petróleo, controladas em sua maioria por empresas americanas, processassem e comprassem apenas petróleo cru vindo da União Soviética, mas por pressão do governo americano, boa parte dessas companhias se recusaram. Fidel respondeu expropriando estas refinarias e então nacionalizando-as, deixando todas sobre direto controle estatal. Em retaliação, os Estados Unidos cancelaram a importação de açúcar vindo de Cuba, forçando Castro a nacionalizar todas as empresas e terras cujos donos eram norte-americanos, incluindo bancos e fazendas de açúcar. Relações entre Cuba e Estados Unidos continuaram a se deteriorar nos meses seguintes. Em 13 de outubro de 1960, o governo americano proibiu todas as importações de produtos e materiais provenientes de Cuba e também proibiram as exportações saídas de lá – com exceção de medicamentos e alguns tipo de alimentos – iniciando assim um embargo econômico contra a ilha. Em resposta, o regime cubano assumiu o controle de ao menos 383 negócios privados e depois também tomaram o controle de 166 companhias americanas em Cuba e nacionalizaram boa parte delas, incluindo a Coca-Cola e a Sears Roebuck. Ao fim de 1960, os Estados Unidos encerraram completamente as importações de açúcar cubano. Os americanos eram os principais compradores deste produto.
O governo americano se tornou o principal crítico das políticas de Castro. Em agosto de 1960, em um encontro da Organização dos Estados Americanos (OEA), que aconteceu na Costa Rica, o Secretário de Estado, Christian Herter, afirmou que o regime cubano "seguia fielmente a agenda bolchevique" ao instituir um sistema de partido único, com o governo assumindo o controle total da economia, suprimindo as liberdades civis e cerceando a liberdade de expressão e de imprensa. Ele também alegou que o mundo comunista utilizava Cuba como uma "base de operações" para espalhar a revolução no hemisfério ocidental e convocou os membros da OEA a condenar o regime cubano por violações dos direitos humanos. Em resposta, Castro falou sobre o tratamento que os negros recebiam nos Estados Unidos e também criticou o tratamento das classes trabalhadoras americanas, que ele afirmou ter testemunhado durante suas visitas a cidade de Nova Iorque. Ele também afirmou que os pobres na América do Norte viviam "nas entranhas do monstro imperialista" e também atacou a imprensa americana, que afirmou servir aos interesses das grandes empresas e conglomerados.

## Preparações

### Planejamentos iniciais
A ideia de derrubar o regime de Fidel Castro surgiu no começo dos anos 60 e emergiu dentro da Central Intelligence Agency (CIA), uma organização a serviço do governo dos Estados Unidos. Fundada em 1947 pelo chamado Ato de Segurança Nacional, a CIA era um "produto da Guerra Fria", tendo sido criada para servir, principalmente, nos serviços de contraespionagem contra a União Soviética, que tinha sua própria agência de inteligência, a KGB. Com a ameaça crescente do chamado "comunismo internacional", a CIA expandiu suas atividades nas áreas econômica, política e militar, servindo aos interesses americanos. O diretor da agência, Allen Dulles, era responsável por supervisionar todas as operações clandestinas pelo mundo e mesmo com ele sendo considerado um administrador ineficaz, Dulles era muito popular entre seus empregados, que o protegiam das acusações de abuso de poder e de ser defensor do Macartismo. Ele e seu vice diretor, Richard M. Bissell, Jr., lançaram então a chamada "Operação Mongoose", que tinha por objetivo eliminar Castro e liquidar o regime comunista em Cuba.
Richard Bissell deu a Gerald Drecher, outro agente da CIA, a responsabilidade de recrutar cubanos antiCastro que estavam vivendo nos Estados Unidos, e pediu a E. Howard Hunt para formar um governo no exílio entre os exilados, que seria de fato controlado pela agência de inteligência americana. Hunt viajou para Havana, a capital de Cuba, onde conversou com vários nativos. Ao retornar aos Estados Unidos, ele informou aos cubano-americanos recrutados que eles teriam que mover sua base de operações da Flórida para a Cidade do México, já que o Departamento de Estado não permitiria o treinamento de uma milícia estrangeira em solo americano. Apesar de não ficarem felizes com a notícia, eles obedeceram.

### Aprovação presidencial

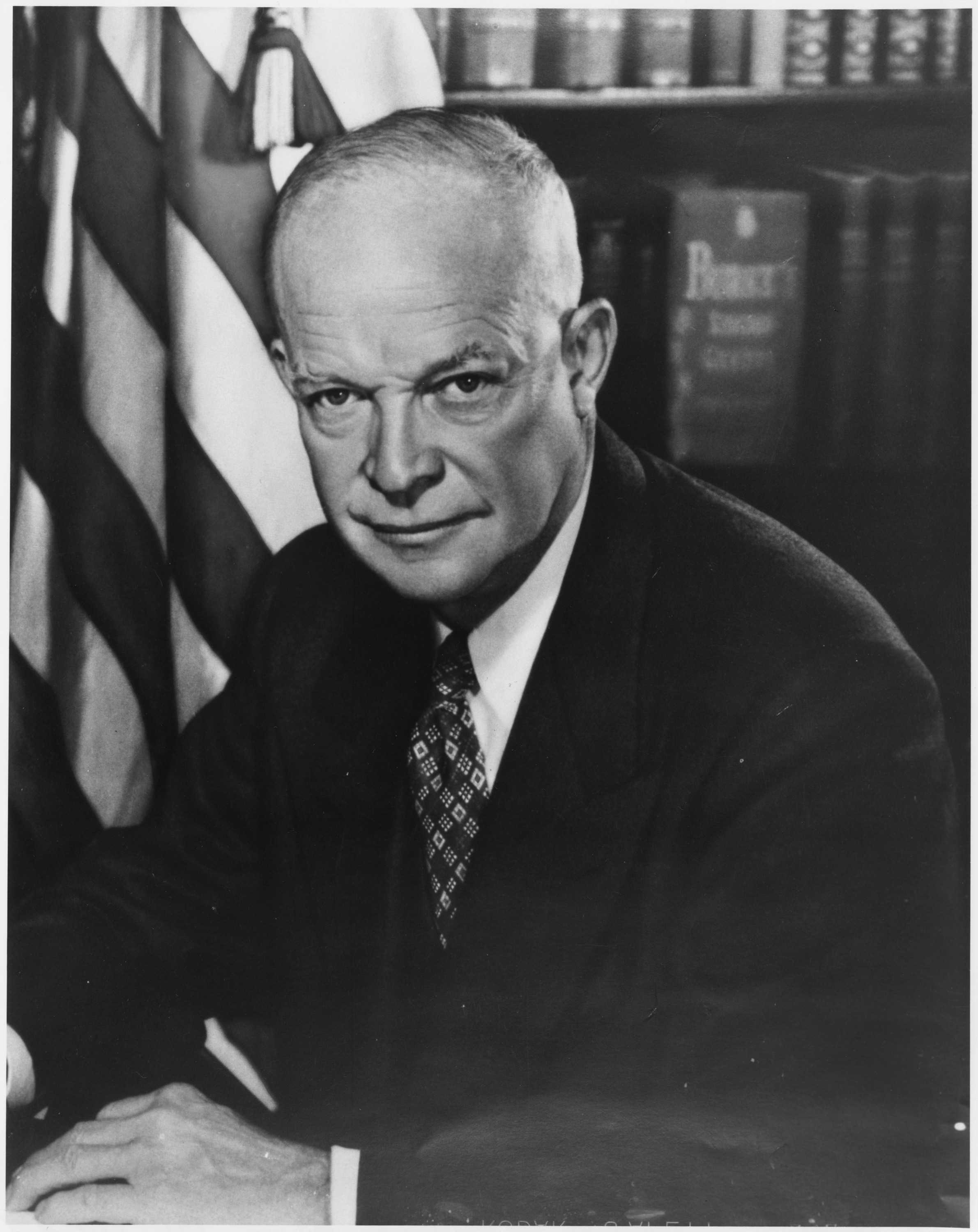
No começo dos anos sessenta, o presidente Eisenhower (na foto) autorizou a CIA a iniciar planos para derrubar o regime comunista de Fidel Castro em Cuba.

Em 17 de março de 1960, a CIA apresentou seus planos de derrubar Castro para o Conselho de Segurança Nacional (NSC), onde recebeu apoio do presidente Dwight D. Eisenhower. O objetivo primário do plano era "substituir Fidel por um líder que atendesse mais aos interesses do povo cubano e que fosse simpatizante dos Estados Unidos". Foi determinado também que as operações, apesar de receber apoio, não contariam com envolvimento direto dos militares americanos.
Enquanto isso, nas eleição presidencial nos Estados Unidos em 1960, ambos os candidatos, Richard Nixon do Partido Republicano e John F. Kennedy do Partido Democrata, falaram sobre a situação em Cuba, com ambos prometendo ser duros com Castro. Nixon – que era o vice-presidente de Eisenhower – enviou um adido militar para trabalhar com Dulles para mantê-lo informado da operação; ele acreditava que os planejamentos estavam demorando demais. Nixon insistiu que Kennedy não deveria ser informado do caráter militar do plano, o que Dulles concordou.
Em 18 de agosto de 1960, Eisenhower aprovou um orçamento de US$ 13 milhões de dólares para a operação. Em 31 de outubro, a maioria das missões de infiltração da CIA e outras ações contra Cuba haviam falhado e então planos para uma ação anfíbia de maior escala começaram a ser planejadas, que deveriam ter, no mínimo, 1 500 homens. Em 18 de novembro de 1960, Allen Dulles (diretor da CIA) e Richard Bissell (vice-diretor de Planejamento) começaram a informar o então presidente-eleito John Kennedy sobre os planos. Tendo experiência neste tipo de ação, como no golpe de Estado na Guatemala em 1954, Dulles estava confiante que a CIA era capaz de derrubar o governo cubano de Fidel Castro. Em 29 de novembro de 1960, o presidente Eisenhower se encontrou com os chefes da CIA e com os secretários dos departamentos de Defesa, Estado e do Tesouro para discutir o novo plano. Nenhuma objeção foi feita e Dwight Eisenhower aprovou a operação. Contudo, esta mesma não iria acontecer no mandato de Eisenhower, cabendo ao seu sucessor, John F. Kennedy, decidir de fato se a missão seria lançada ou não. Em 8 de dezembro, Bissell apresentou o plano para um "Grupo Especial" mas se recusou a fornecer detalhes por escrito. Os planejamentos continuaram e em 1 de janeiro de 1961 consistiam em um plano para alojar 750 homens em um lugar secreto em Cuba, apoiados por considerável aparato aéreo.
Em 28 de janeiro de 1961, agora no cargo, o presidente Kennedy foi informado, junto com todos os seus conselheiros, sobre o novo plano (que recebeu o codinome Operação Pluto) que envolveria 1 000 homens que desembarcariam em Trinidad, uma cidade que fica a 270 km ao sudeste de Havana, a capital, no pé das montanhas Escambray na província de Sancti Spíritus. Kennedy, que tinha algumas reservas com o plano, autorizou a continuação das preparações e pediu para ser informado pontualmente de cada desenvolvimento. Trinidad tinha bons portos, estava perto de vários bolsões contrarrevolucionários locais, tinha uma cabeça de praia bem defensável e oferecia uma rota de fuga pelas montanhas. Contudo, o Departamento de Estado acabou por rejeitar esta ideia e a CIA ofereceu então um plano alternativo. Em 4 de abril, Kennedy aprovou o plano de invasão a Baía dos Porcos (a Operação Zapata), pois lá já tinha um campo aéreo que não precisaria ser estendido para receber os aviões bombardeiros, era mais afastado das concentrações urbanas e "faria menos barulho" em termos militares, o que faria a retórica de negação de envolvimento americano mais plausível. Os locais de desembarque foram mudados para as praias na costa da Bahía de Cochinos (Baía dos Porcos) na província de Las Villas, 150 km a sudeste de Havana e ao leste da península de Zapata. Os principais desembarques aconteceriam na Playa Girón (codinome Praia Azul), Playa Larga (codinome Praia Vermelha) e na Caleta Buena Inlet (codinome Praia Verde).
Em março de 1961, a CIA ajudou os exilados cubanos em Miami a criar o chamado "Conselho Revolucionário Cubano" (CRC), liderados por José Miró Cardona, ex primeiro-ministro de Cuba. Cardona se tornou o de facto líder em exílio do país, sendo reconhecido assim pelos Estados Unidos.

### Treinamento

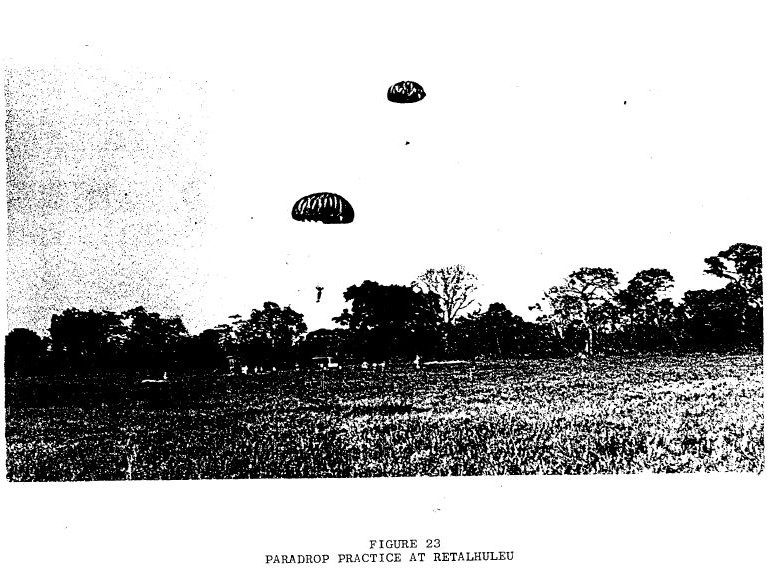
Cubanos exilados sendo treinados para participar da invasão

Em abril de 1960, a CIA começou a recrutar cubanos exilados antiCastro na área de Miami. Até julho do mesmo ano, avaliações e treinamento eram feitos na ilha Useppa e em outras instalações no sul da Flórida e na base aérea de Homestead. Treinamento em táticas de guerrilha aconteciam nos Fortes Gulick e Clayton, no Panamá. Devido ao aumento na quantidade de recrutas, parte da infantaria passou a ser treinada na base da CIA (codinome JMTrax) perto de Retalhuleu na Sierra Madre, na costa da Guatemala. Os exilados se chamavam de Brigada 2506 (Brigada Asalto 2506). No verão de 1960, um campo aéreo (codinome JMadd, ou Rayo Base) foi construído perto de Retalhuleu, Guatemala. Treinos de artilharia e voo para a Brigada 2506 foram feitos na base da Guarda Aérea Nacional do Alabama, usando pelo menos seis B-26 Invaders, que tinham a insígnia da Fuerza Aérea Guatemalteca (FAG). Outros vinte e seis B-26s foram enviados para o 'Campo Três' para obscurecer suas origens. Outras vinte aeronaves foram mobilizadas. Treinamento com paraquedistas também foi feito na Guatemala. Treinamento com navios de ataque e desembarque ocorreram na ilha de Vieques, em Porto Rico. Treinamento com veículos blindados foram feitos no Forte Knox, em Kentucky, e no Forte Benning, Geórgia. Treinamento para demolições e técnicas de infiltração foram realizados em Belle Chasse, perto de Nova Orleães.
A CIA forneceu pessoal, suprimentos e armas aos rebeldes via Flórida, usando transportadores Douglas C-54. Em abril de 1961, o pessoal da Brigada 2506, navios e aeronaves começaram a ser transferidos da Guatemala para Puerto Cabezas, na Nicarágua. Instalações e assistência logística limitada foi fornecida pelos líderes de várias nações próximas, como o General Miguel Ydígoras Fuentes da Guatemala e do General Luis Somoza Debayle na Nicarágua, mas nem equipamento nem pessoal destes países foi utilizado na operação.
No começo de 1961, o exército cubano era treinado e armado pela União Soviética. Suas fileiras contavam com tanques T-34 e IS-2 russos, blindados SU-100, canhões de 122 mm, diversas peças de artilharia e armas pequenas, além de canhões de 105 mm italianos. A força aérea cubana possuía aviões feitos nos Estados Unidos e na Rússia, como o B-26 Invader, caças Hawker Sea Fury e bombardeiros Lockheed T-33, herdados do governo de Batista.
Antecipando a possibilidade de uma invasão, Che Guevara afirmou que era importante também armar a população civil, criando milícias locais. Ele teria dito que "todo o povo cubano é convidado a integrar a guerrilha urbana; todo o cidadão deve saber como usar uma arma de fogo para assim defender a nação".

## Participantes

### Estados Unidos
O recrutamento de exilados cubanos em Miami foi organizado por E. Howard Hunt e Gerry Droller, funcionários da CIA. O planejamento, treinamento e as operações militares foram conduzidos sob a supervisão do agente Jacob Esterline e dos coronéis Jack Hawkins e Stanley W. Beerli, sob a direção de Richard Bissell e seu segundo em comando, Tracy Barnes.

### Governo cubano
Fidel Castro era de facto o comandante em chefe das forças armadas cubanas. Em abril de 1961, seu irmão, Raúl Castro, foi designado comandante do exército cubano do leste, baseado em Santiago de Cuba. Che Guevara comandava as forças no oeste, baseado em Pinar del Río. O major Juan Almeida Bosque comandava as forças no centro do país, baseado em Santa Clara. Raúl Curbelo Morales era o comandante da força aérea (FAR) Sergio del Valle Jiménez era o diretor de operações no quartel-general em Havana. Efigenio Ameijeiras era chefe da Polícia revolucionária. Ramiro Valdés Menéndez era o ministro do interior e chefe de segurança do Estado.
Conselheiros militares da União Soviética e de outros países do bloco do leste também estavam em Cuba. Oficiais espanhóis que residiam na Rússia foram enviados como conselheiros. Veteranos da Guerra Civil Espanhola e da Segunda Guerra Mundial que lutaram pelos comunistas, como Francisco Ciutat de Miguel, Enrique Líster e Alberto Bayo, também estavam na ilha. Ciutat de Miguel (conhecido como Angelito) era conselheiro das forças no centro do país. Agentes da inteligência soviética também estavam em solo cubano. Dois agentes da KGB, Vadim Kochergin e Victor Simanov, estariam em Cuba desde setembro de 1959.

## Alertas de invasão
O aparato de segurança e inteligência cubanos sabiam que uma invasão estava a caminho, através de sua rede de espiões, além de que membros da brigada também haviam deixado informações escaparem. Ainda assim, dias antes da invasão, vários atos de sabotagem e terrorismo aconteceram em algumas cidades cubanas. O governo de Cuba também fora alertado pela KGB. A população cubana pouco sabia do que estaria para acontecer. Em maio de 1960, praticamente todos os meios de comunicação do país já estavam sob controle do governo.
Em 29 de abril de 2000, um artigo feito pelo Washington Post, intitulado "Soviéticos sabiam a data do ataque contra Cuba", reportou que a CIA tinha informações de que provavelmente a União Soviética sabia que a invasão iria acontecer, mas resolveram não informar ao presidente Kennedy. Em 13 de abril de 1961, a Rádio de Moscou fez um pronunciamento em inglês, afirmando que os Estados Unidos e a CIA planejavam uma invasão contra Cuba contratando "criminosos" e que aconteceria dentro de uma semana. De fato, a invasão aconteceria quatro dias depois.
David Ormsby-Gore, embaixador do Reino Unido nos Estados Unidos, afirmou que na análise da inteligência britânica, assim como em uma avaliação feita pela CIA, indicava que a maioria do povo cubano apoiava Castro e que uma insurreição ou deserções em massa em apoio a invasão dos exilados era improvável.

## Prelúdio

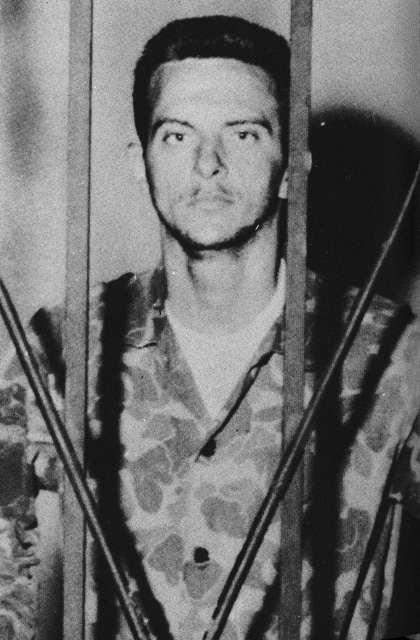
Pepe San Román: comandante da Brigada 2506, dentro de uma prisão cubana após a invasão.

### Ataques aéreos contra os campos de voo (15 de abril)
Na madrugada do dia 14 para 15 de abril de 1961, um desembarque foi planejado em Baracoa, província de Oriente, com objetivo de distração, feito por 164 cubanos exilados comandados por Higinio 'Nino' Diaz. O navio que os carregava, chamado La Playa ou Santa Ana, navegou de Key West com uma insígnia costa riquenha. Vários contratorpedeiros estavam estacionados perto da baía de Guantánamo para dar a entender que eles eram a frota invasora. Os barcos de reconhecimento voltaram para a frota quando detectaram atividade das milícias cubanas pela costa.
Em 15 de abril, por volta das 06h00 (horário local de Cuba), oito aviões-bombardeiro B-26B Invader divididos em três grupos atacaram simultaneamente três campos aéreos em San Antonio de los Baños, em Ciudad Libertad (anteriormente chamada de Campo Columbia), ambos perto de Havana, e também o Aeroporto de Antonio Maceo em Santiago de Cuba. Os B-26s foram preparados pela CIA para a Brigada 2506 e foram pintados como uma bandeira falsa da FAR (Fuerza Aérea Revolucionaria), a força aérea da Cuba comunista. Todos estavam armados com potentes bombas, foguetes e metralhadoras. Os aviões vinham de Puerto Cabezas, na Nicarágua, e eram pilotados por cubanos exilados que se chamavam de Fuerza Aérea de Liberación (FAL). O objetivo dessa ação (codinome Operação Puma) era destruir ou aleijar a força aérea de Castro para evitar que estes entrassem em ação quando a invasão acontecesse. Em Santiago, dois aviões da Brigada destruíram um cargueiro C-47, um PBY Catalina, dois B-26s e um DC-3 civil, além de várias outras aeronaves. Em San Antonio, os três aviões atacantes conseguiram inutilizar três FAR B-26s, um Sea Fury e um T-33. Em Ciudad Libertad, o ataque não foi tão eficiente, conseguindo destruir apenas aeronaves fora de uso, como dois antiquados P-47 Thunderbolts. Nesta surtida, um avião da Brigada foi danificado por fogo antiaéreo e dois tripulantes acabaram morrendo.

### Engodos (15 de abril)
Cerca de 90 minutos depois que oito B-26s partiram de Puerto Cabezas para atacar as bases aéreas cubanas, outro B-26 partiu para a costa do país para fazer um voo com o objetivo de distrair os militares de Fidel. Essas ações pretendiam confundir a força aérea cubana. Antes de decolarem, a CIA removeu todas as insígnias dos aviões para evitar identificação. As capotas do motor também eram removidas mas depois reinseridas com marcas de balas para dar a falsa ideia que o avião foi alvo de disparo de armas antiaéreas. Estes pilotos com as aeronaves com as capotas com as marcas de tiro falsa então enviavam um pedido falso de ajuda e então pousavam em Miami e afirmavam ser desertores da força aérea cubana e pediam asilo. Depois retornavam para a Nicarágua. Isso tudo foi feito para dar a ideia de que o conflito era na verdade entre desertores do exército contra o regime e não algo instigado por Washington.

### Reações (15 de abril)
As 10h30 do dia 15 de abril, nas Nações Unidas, o ministro cubano de relações exteriores Raúl Roa acusou os Estados Unidos de estar por trás dos ataques contra Cuba e formalmente tentou passar uma moção condenando a ação. Em resposta, o embaixador americano na ONU, Adlai Stevenson, disse que as forças armadas dos Estados Unidos não iriam "de forma alguma" intervir em Cuba e afirmou que nenhum cidadão do seu país iria participar de ações contra os cubanos. Ele também afirmou que pilotos desertores foram os que realizaram os ataques e ele mostrou uma foto da UPI de um avião B-26 com marcas de Cuba no aeroporto de Miami. Stevenson mais tarde falou que ficou envergonhado ao saber que a CIA mentiu para ele e para o secretário de estado Dean Rusk a respeito disso.
O presidente Kennedy apoiou as declarações de Stevenson: "eu tinha enfatizado isso antes que isso é uma luta de patriotas cubanos contra um ditador cubano. Embora não vamos esconder quem tem a nossa simpatia, nós deixamos claro que as forças armadas deste país não iriam interferir de forma alguma". Ainda no dia 15, a polícia cubana, liderada por Efigenio Ameijeiras, começou a prender centenas de pessoas acusadas de serem contrarrevolucionários.

### Guerra falsa (16 de abril)
Em 16 de abril, Merardo Leon, Jose Leon e cerca de 14 homens iniciaram um motim em Las Delicias Estate em Las Villas, mas apenas quatro sobreviveram e fugiram para o interior do país.
No dia seguinte aos ataques aéreos do dia 15 de abril, a força aérea de Cuba conseguiu preparar um grupo de combate de pelo menos quatro T-33s, quatro Sea Furies e cinco ou seis B-26s. Todos armados com metralhadoras e canhões de 20mm para combate ar-ar e também para enfrentar forças terrestres e navais inimigas. A CIA não antecipou que os jatos de fabricação americana T-33 em posse de Cuba estavam armados com potentes metralhadoras M-3. Eles também carregavam bombas antinavio e antitanque.
No dia 16, nenhum novo ataque aéreo foi feito. Os pilotos exilados tinham dado informações falsas de que os ataques do dia anterior tinham sido um sucesso, até que um avião de reconhecimento U-2 tirou fotos das instalações militares cubanas e mostrou que estas não sofreram tantos danos. Ao fim do dia 16 de abril, o presidente Kennedy ordenou que os ataques planejados para o dia seguinte fossem cancelados, com o objetivo de dar mais crédito a negação plausível de envolvimento direto dos Estados Unidos nestas ações.
Ao anoitecer do dia 16, a frota da Brigada 2506, apoiada pela CIA, convergiu no 'Ponto de encontro Zulu', cerca 65 km ao sul de Cuba, tendo partido de Puerto Cabezas, na Nicarágua, onde estavam estocando material e armamentos, anteriormente estocados em Nova Orleães. A operação recebeu apoio da marinha americana. A frota, chamada de 'Força Expedicionária Cubana' (FEC), incluía pesados navios cargueiros contratados pela CIA e armado com armas antiaéreas. Quatro destes navios, Houston (codinome Aguja), Río Escondido (codinome Ballena), Caribe (codinome Sardina) e o Atlántico (codinome Tiburón), transportariam 1 400 soldados de infantaria, mais armas para a invasão. Um quinto cargueiro, o Lake Charles, foi carregado com mais suprimentos e ainda alguns agentes especialistas em infiltração da chamada "Operação 40". Estes navios zarparam com bandeiras e insígnias da Libéria. Eles foram acompanhados por dois navios de desembarque que vinham de Key West. Estes barcos eram o Blagar (codinome Marsopa) e Barbara J (codinome Barracuda), e utilizavam insígnias nicaraguenses. As embarcações foram escoltadas até o Ponto de encontro Zulu pelos contratorpedeiros da marinha americana USS Bache, USS Beale, USS Conway, USS Cony, USS Eaton, USS Murray e USS Waller. A força tarefa americana era comandada pelo almirante John E. Clark no porta-aviões USS Essex, além do porta-helicópteros USS Boxer e os contratorpedeiros USS Hank, USS John W. Weeks, USS Purdy, USS Wren, e os submarinos USS Cobbler e USS Threadfin. O navio de controle e comando, o USS Northampton, e o porta-aviões USS Shangri-La também estavam nas proximidades. O transportador USS San Marcos carregava materiais e soldados adicionais. Os sete navios de desembarque contendo boa parte da infantaria dos exilados aproximou-se a cerca de 5 km do limite das águas cubanas esperando a ordem de avançar.

## Invasão

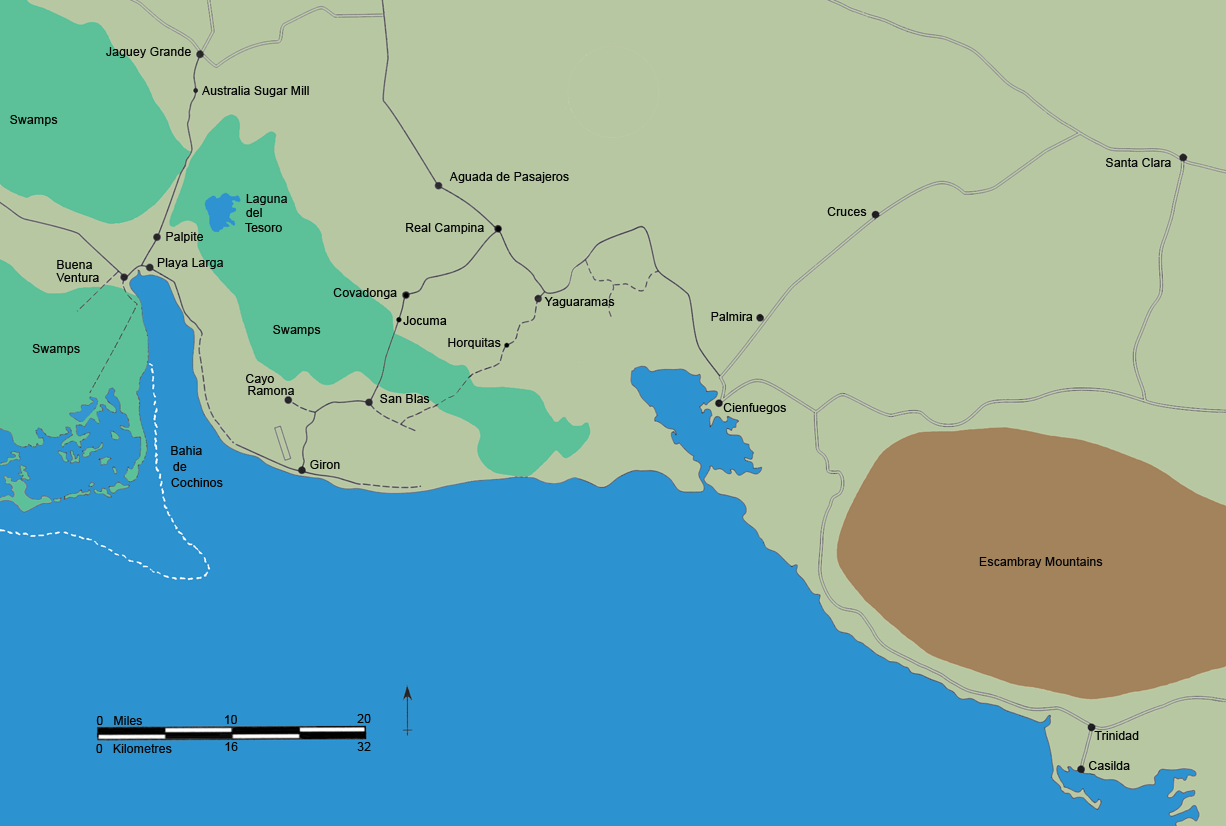
Bahia de Cochinos em 1961

### Primeiro dia: 17 de abril
No anoitecer do dia 16 para 17 de abril, a CIA enviou uma pequena tropa de exilados para fazer um desembarque em Bahía Honda, na província de Pinar del Río, para distrair o exército cubano de Castro. A flotilha também carregava equipamentos de transmissão que acabaram ligando e o tráfego incomum de rádio alertou as forças de Fidel de que havia algo anormal acontecendo perto da área da baía dos porcos.
A meia noite do dia 17 de abril de 1961, dois navios de desembarque patrocinados pela CIA, o Blagar e o Barbara J, entraram na Baía dos Porcos (Bahía de Cochinos) na costa sul de Cuba. Eles lideravam uma coluna com quatro navios de desembarque (Houston, Río Escondido, Caribe e Atlántico) transportando uma tropa de 1 400 cubanos exilados da Brigada 2506, além de tanques e outros equipamentos. Por volta da 1h da manhã, o Blagar, desembarcou na Playa Girón (codinome Praia Azul), seguido pelo Caribe. Navios pequenos transportando mais soldados também começaram a chegar. O Barbara J e o Houston se aproximavam da Playa Larga (codinome Praia Vermelha). O desembarque noturno foi lento, devido a falhas mecânicas e colisões com recifes de coral próximos. Milicianos pró-Castro conseguiram avistar os navios em aproximação (como era lua cheia, a praia estava clara) e alertaram via rádio. Quando os exilados tentaram avançar na costa, eles acabaram enfrentando inesperada resistência e sofreram muitas baixas.
No amanhecer do dia, precisamente as 06h30, seis aeronaves da força aérea cubana atacaram alguns navios que ainda estavam desembarcando tropas. Menos de meia hora depois, cerca de 8 km ao sul de Playa Larga, o navio Houston foi danificado com tiros de foguetes e duas horas depois, intencionalmente o capitão Luis Morse lançou seu navio contra a costa. Cerca de 270 soldados conseguiram desembarcar, mas 180 dos sobreviventes que conseguiram passar das praias não foram capazes de tomar parte na luta pois perderam seus equipamentos e armas. Ainda na costa, um navio patrulha cubano foi afundado perto de Nueva Gerona na Ilha da Juventude.
As 07h30, cinco C-46 e um C-54 lançaram 177 paraquedistas da Brigada 2506. Cerca de 30 homens, além de equipamentos, foram lançados na estrada para Palpite e Playa Larga, mas boa parte dos suprimentos lançados caíram num pântano, e a tropa falhou em proteger a região. Mais paraquedistas foram lançados em San Blas e nas regiões próximas. Por volta das 9h, tropas e milicianos leais ao governo cubano chegaram a usina de açúcar Austrália, Covadonga e Yaguaramas. Durante o dia, mais soldados chegaram, além de veículos e tanques T-34. Os combates na região então se intensificaram. Neste momento, nem San Román na Praia Azul ou Erneido Oliva na Praia Vermelha podiam se comunicar, pois todos os rádios foram encharcados na água durante os pousos.
Por volta das 11h, Fidel Castro fez um pronunciamento ao povo cubano em rede nacional e afirmou que os invasores vieram para destruir a revolução e acabar com a "dignidade e direitos dos homens". Enquanto isso, aeronaves do governo e dos exilados se combatiam perto do aeroporto improvisado de Girón. Ao menos uma aeronave, pertencente aos membros da brigada, foi abatido.
Por volta do meio-dia, centenas de milicianos, leais a Fidel, vindos de Matanzas capturaram Palpite e avançaram a pé até Playa Larga, sofrendo várias baixas no caminho. Mais soldados cubanos avançaram ao sudeste de Covadonga e ao nordeste de Yaguaramas até San Blas e avançaram pela costa de Cienfuegos até Girón, tudo sem armas pesadas ou blindados. Horas depois, três FAL B-26s dos rebeldes foram abatidos por FAR T-33s do governo castrista, que terminou com as mortes dos pilotos Raúl Vianello, José Crespo, Osvaldo Piedra e dos navegadores Lorenzo Pérez-Lorenzo e José Fernández. O navegador de Vianello, Demetrio Pérez, saltou de paraquedas e foi resgatado pelo USS Murray. Nesse mesmo dia, Castro nomeou José Ramón Fernández chefe das forças cubanas.
Ainda no dia 17, Osvaldo Ramírez (líder da resistência contra Castro na zona rural) foi capturado por soldados cubanos em Aromas de Velázquez e imediatamente executado.
Cerca de 21h do dia 17, três aviões FAL B-26s bombardearam o campo aéreo de San Antonio de Los Baños mas com pouco sucesso, devido ao mal tempo e a falta de capacidade dos pilotos. Dois outros B-26s abortaram a missão de bombardear a região. Outras fontes dizem que fogo antiaéreo pesado afastou outras missões de bombardeio.

### Segundo dia: 18 de abril
Durante a noite de 17 a 18 de abril, a força rebelde em Praia Vermelha se viu sob ataques constantes do exército cubano e das milícias do governo Castrista. À medida que as baixas aumentavam e a munição se esgotava, os brigadistas começaram a ceder. Quatro aeronaves C-54s e dois C-46s fizeram uma missão para jogar suprimentos para a brigada, mas tiveram sucesso limitado distribuindo munição. As embarcações Blagar e Barbara J retornaram a meia-noite para desembarcar mais munição, mas não conseguiram entregar suprimentos em quantidades significativas. Após apelos desesperados por ajuda de Oliva, San Román ordenou que todos os seus tanques M41 fossem ajudar na defesa. Durante a luta na noite, uma batalha de tanques foi travada entre os M41 dos brigadistas e tanques T-34 do exército cubano. Ao final da luta, os brigadistas tiveram de recuar. Por volta das 22h, o exército cubano abriu fogo com seus canhões de 76,2 mm e 122 mm sobre as forças brigadistas em Playa Larga, que foi seguido por um ataque com tanques T-34 após a meia-noite. Os dois mil tiros de artilharia disparados pelo exército cubano erraram em sua maioria as posições de defesa dos brigadistas e os tanques T-34 caíram em uma emboscada quando foram atacados pelos tanques M41 e morteiros brigadistas, e vários tanques T-34 foram destruídos ou nocauteados. Por volta das 1h00 da manhã, soldados e milicianos leais a Fidel Castro começaram uma nova ofensiva. Apesar das pesadas perdas dentre as forças cubanas, a escassez de munições obrigou os brigadistas a recuar e os tanques T-34 continuaram abrindo caminho entre os destroços do campo de batalha para pressionar o assalto. As forças cubanas no assalto somaram cerca de 2 100 homens, compostas por cerca de 300 soldados das FAR, 1 600 milicianos e 200 policiais locais apoiados por pelo menos vinte tanques T-34 que foram enfrentados por 370 brigadistas. Por volta das 5h00 da manhã, Oliva começou a ordenar que seus homens recuassem, pois eles quase não tinham mais munição ou morteiros. Cinco horas depois, tropas cubanos e milicianos, apoiados por tanques e artilharia, tomaram Playa Larga após as forças brigadistas tiveram de debandar em direção a Girón nas primeiras horas da manhã. Durante o dia, as forças da Brigada recuaram para San Blas pelas duas estradas de Covadonga e Yaguaramas. A essa altura, Castro e Fernández haviam se deslocado para aquela área da frente de batalha para estabelecer seu novo posto de comando.
Conforme os homens que vinham da Praia Vermelha chegavam em Girón, San Román e Oliva se encontraram para discutir a situação. Com a munição acabando, Oliva sugeriu que a brigada recuasse para as montanhas Escambray para travar uma guerra de guerrilha, mas San Román decidiu manter a cabeça de ponte. Por volta das 11:00h da manhã, o exército cubano iniciou uma ofensiva para tomar San Blas. San Román ordenou que todos os paraquedistas recuassem para manter San Blas e eles interromperam a ofensiva. Durante a tarde, Castro manteve os brigadistas sob constante ataque aéreo e fogo de artilharia, mas não ordenou novos ataques importantes por terra.
Por volta das 14h00, o Presidente Kennedy recebeu um telegrama de Nikita Khrushchev em Moscou, afirmando que os russos não permitiriam que os Estados Unidos entrassem em Cuba e implicava uma rápida retribuição nuclear ao coração da América se seus avisos não fossem atendidos.
Por volta das 17h00 do dia 18, aeronaves FAL B-26s atacaram um comboio de doze ônibus que acompanhavam tanques e outros blindados castristas ao sul de Playa Larga e Punta Perdiz. Os veículos, cheios de civis, milicianos, policiais e soldados foram atacados com bombas, napalm e foguetes, e muitas pessoas morreram. Os aviões B-26s eram pilotados por dois pilotos contratados pela CIA. O comboio se reagrupou e partiu para Punta Perdiz, cerca de 11 km a nordeste de Girón.

### Terceiro dia: 19 de abril

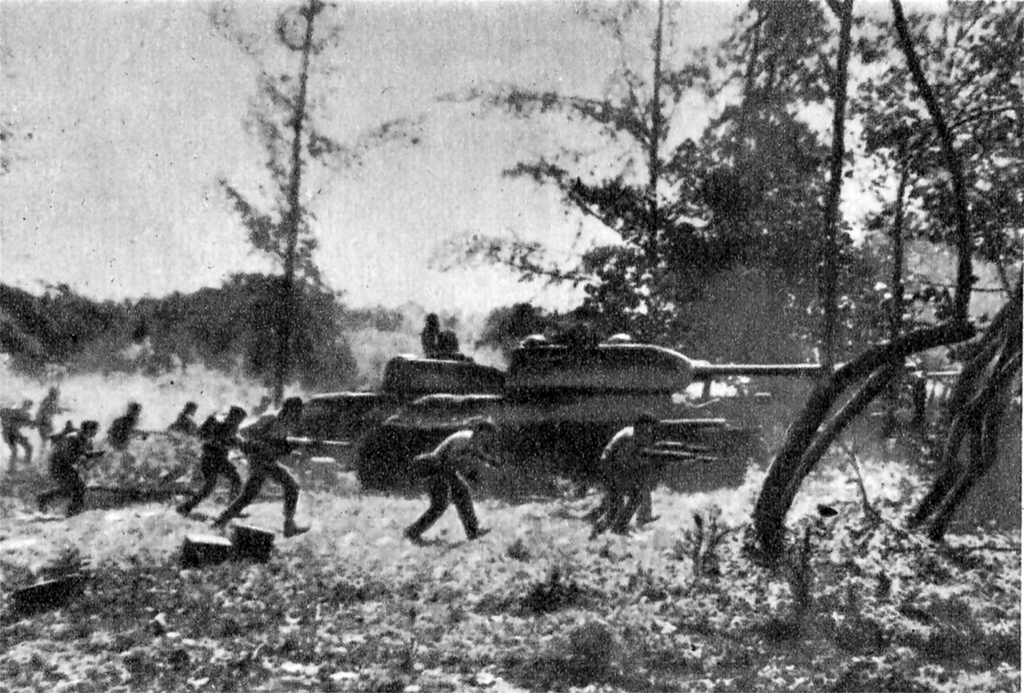
Soldados cubanos, a frente de um tanque T-34, lutando na Baía dos Porcos.

Na noite do dia 18 de abril, um FAL C-46 pousou no campo aéreo de Girón, ocupado pela Brigada 2506, e desembarcaram suprimentos e armas e decolou na manhã do dia 19. O C-46 também evacuou Matias Farias, um piloto de B-26 que fora abatido no dia 17 de abril.
A última missão de combate aéreo (codinome Mad Dog Flight ou Voo Cão Louco) foi composta por cinco B-26s, quatro destes pilotados por pilotos americanos contratados pela CIA. Um FAR Sea Fury (pilotado por Douglas Rudd) e dois FAR T-33s (pilotado por Rafael del Pino e Alvaro Prendes) abateram dois desses B-26s, matando quatro americanos.
Patrulhas no espaço aéreo da região eram feitas por caças Douglas A4D-2N Skyhawk que voavam vindos do porta-aviões americano USS Essex, que teve sua insígnia e bandeiras removidas. O objetivo era dar cobertura e apoio a brigada de exilados e para intimidar o governo cubano, mas não participaram diretamente dos combates. Sem este apoio, somado a falta de munição, as forças terrestres da Brigada 2506 começaram a recuar em direção as praias sob fogo de artilharia pesada, tanques e soldados do exército de Castro.
Em 19 de abril, os destroyers USS Eaton (renomeado Santiago) e USS Murray (renomeado Tampico) foram até a Baía de Cochinos para tentar evacuar algum sobrevivente, mas foram alvos de tiros de armas pequenas vindos da costa e tiveram de recuar pois tinham ordem para não revidar caso fossem atacados. No amanhecer do dia 20 de abril, boa parte da brigada de exilados cubanos já havia se rendido.

### Quarto dia: 20 de abril
Entre 19 e 22 de abril, surtidas aéreas feitas por caças A4D-2Ns em áreas de combate foram conduzidas para fazer reconhecimento. Outros navios e aviões continuaram a voar pela região para recolher mais informações, porém bateram em retirada logo em seguida, encerrando assim a operação.

## Consequências

### Baixas
Pelo menos 114 membros da Brigada 2506 de exilados morreram em combate. Cerca de seis pilotos da força aérea cubana, dez dos exilados e quatro americanos foram mortos na operação. É estimado que 176 militares leais a Castro tenham morrido em ação. Outras forças de segurança cubanas sofreram baixas estimadas entre 500 e 4 000 homens (entre mortos, feridos ou desaparecidos). O ataque ao campo aéreo em 15 de abril deixou sete cubanos mortos e outros 53 ficaram feridos.

### Prisioneiros
Em 19 de abril de 1961, ao menos sete cubanos e dois cidadãos americanos que trabalhavam para a CIA foram executados na província de Pinar del Rio, depois de um curto julgamento. Em 20 de abril, Humberto Sorí Marin foi executado na Fortaleza de la Cabaña, após ter sido preso em 18 de março enquanto tentava se infiltrar em Cuba com quatorze toneladas de explosivos. Seus companheiros, Rogelio González Corzo (também conhecido como "Francisco Gutierrez"), Rafael Diaz Hanscom, Eufemio Fernandez, Arturo Hernandez Tellaheche e Manuel Lorenzo Puig Miyar também foram executados.
Entre abril e outubro de 1961, centenas de pessoas foram executadas por envolvimento na invasão. Elas aconteceram em várias prisões, incluindo Fortaleza de la Cabaña e no El Morro Castle. Líderes de infiltrações, como Antonio Diaz Pou e Raimundo E. Lopez, assim como líderes estudantis como Virgilio Campaneria, Alberto Tapia Ruano e outras pessoas ligadas aos insurgentes foram executados.
Cerca de outros 1 202 integrantes da brigada de exilados foram capturados, sendo que nove morreram a caminho das prisões em Havana. Em maio de 1961, Fidel Castro propôs soltar os prisioneiros em troca de 500 grandes contratos de fazendas, avaliadas em US$ 28 milhões de dólares. Em 8 de setembro, cerca de quatorze dos prisioneiros foram condenados por tortura, assassinato e outros crimes cometidos em Cuba antes da invasão, sendo que cinco foram executados e nova ficaram encarcerados por mais de trinta anos. Em 29 de março de 1962, 1 179 homens da brigada foram levados a julgamento por traição. Em 7 de abril, eles foram condenados a cerca de 30 anos de prisão. Uma semana depois, cerca de 60 feridos ou doentes foram libertados e transportados para os Estados Unidos. Em 2021 foi revelado que o governo de João Goulart intercedeu em favor dos Estados Unidos para evitar a pena de morte dos prisioneiros. Em 21 de dezembro, Fidel e James B. Donovan, um advogado americano, fecharam um acordo para trocar os 1 113 prisioneiros restantes por US$ 53 milhões de dólares em comida e remédios, vindos de doações privadas e outras companhias em troca de benefícios fiscais. Três dias depois, alguns prisioneiros já partiram para Miami de avião, outros partiram no navio African Pilot, além da família de mais de mil membros também receberam permissão de deixar Cuba. Em 29 de dezembro, o presidente Kennedy e sua esposa Jacqueline deram uma cerimônia de boas-vindas aos veteranos da Brigada 2506 no Orange Bowl em Miami, Flórida.

### Reações políticas

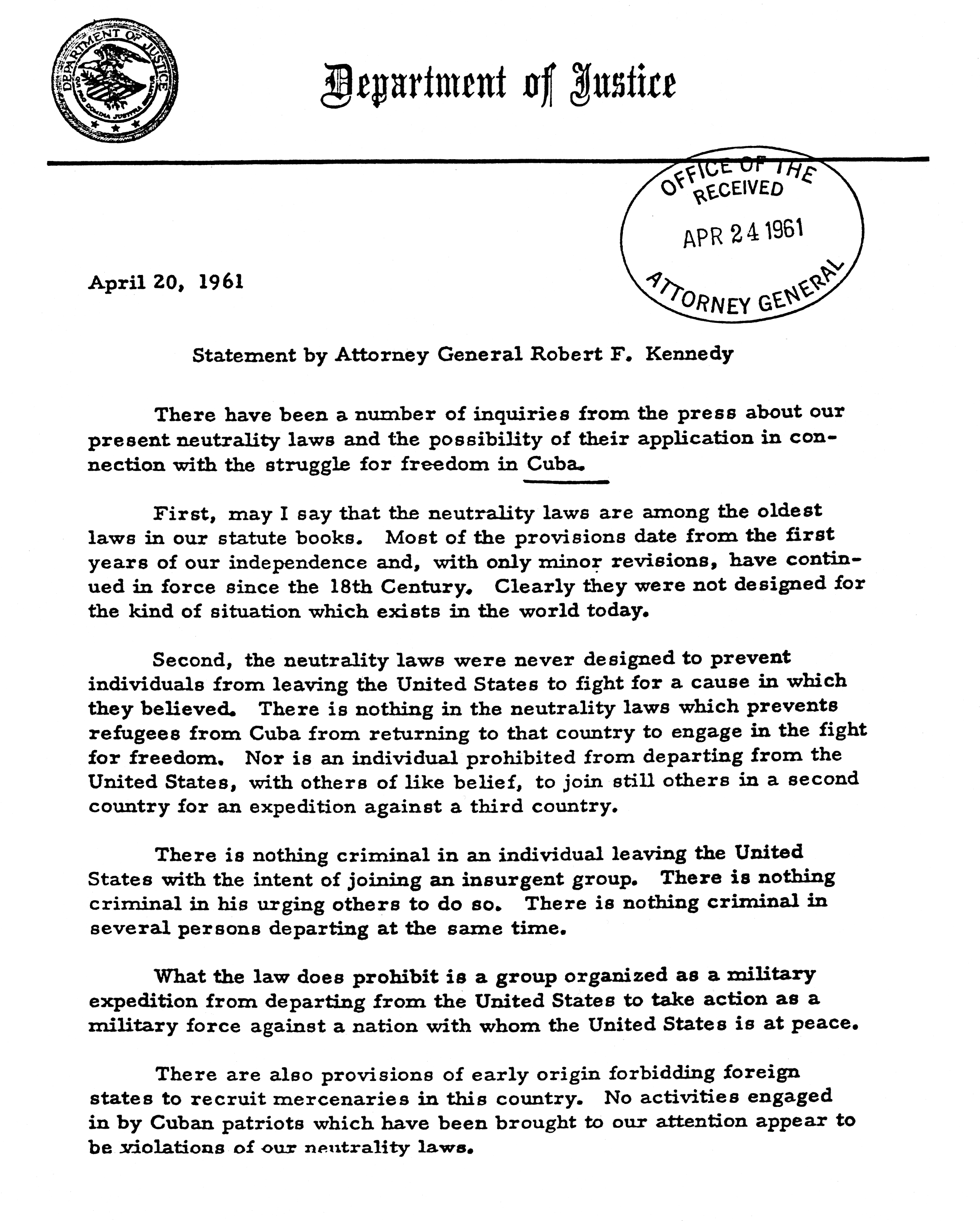
Declaração de Robert F. Kennedy sobre Cuba e a Lei de Neutralidade, 20 de abril de 1961.

O fracasso da operação envergonhou a administração do presidente Kennedy e deixou Castro preocupado com a possibilidade de uma nova invasão americana contra Cuba. Em 21 de abril, em uma entrevista coletiva, JFK assumiu a responsabilidade pública pelo desastre. Ele teria dito: "Há um velho ditado que diz que a vitória tem cem pais, mas a derrota é órfã [...] Futuros pronunciamentos, discussões detalhadas, não vão encobrir a responsabilidade disso, pois eu sou o responsável pelo governo". Contudo, em privado, Kennedy culpou os militares e os serviços de inteligência pela má sucedida operação. Ele teria dito a assessores próximos que ele acreditava que a CIA mentiu para ele e que queriam enganá-lo e botá-lo em uma situação em que ele não tivesse escolha senão invadir Cuba.
Em agosto de 1961, durante uma conferência econômica da Organização dos Estados Americanos em Punta del Este, Uruguai, Che Guevara enviou uma nota a Kennedy por meio de Richard N. Goodwin, secretário da Casa Branca. Ele teria dito: "Obrigado pela Playa Girón. Antes da invasão, a revolução era fraca. Agora, ela é mais forte do que nunca". Além disso, Guevara deu uma entrevista para Leo Huberman do jornal Monthly Review após a invasão. Uma das perguntas era sobre o aumento do número de contrarrevolucionários e de deserções de membros do regime. Ele respondeu que o clímax da revolução foi a invasão e que depois dela, as ações contrarrevolucionárias "caíram drasticamente". Sobre as deserções dentro do governo cubano, Guevara afirmou que "a revolução socialista deixa de lado os oportunistas, os ambiciosos e os medrosos e avança para um novo regime livre desta classe de vermes".
Allen Dulles mais tarde teria dito que os planejadores da CIA acreditavam que uma vez que os exilados estivessem na praia, qualquer tipo de imprevisto poderia ser resolvido com uma intervenção militar direta americana, assim como Eisenhower tinha feito na Guatemala em 1954 quando a operação, também desenhada pela CIA, parecia estar fracassando. O presidente Kennedy, contudo, não tomou esta atitude em Cuba, temendo que um confronto militar direto com uma aliada da União Soviética poderia provocar uma resposta desta, intensificando o conflito para nível global. JFK ficou enfurecido com o fracasso da CIA e declarou que ele queria "despedaçar a agência em mil pedaços e jogá-los ao vento". Kennedy depois comentou com um jornalista e amigo, Ben Bradlee, que "o primeiro conselho que darei ao meu sucessor é para vigiar os generais e evitar pensar que só porque eles são militares que eles entendem de assuntos militares".

## Análises posteriores

### Levantamento de Maxwell Taylor
Em 22 de abril de 1961, o presidente Kennedy pediu ao general Maxwell D. Taylor, ao procurador-geral Robert F. Kennedy, ao almirante Arleigh Burke e ao diretor da CIA, Allen Dulles, para formar um grupo de estudo e reportar as lições aprendidas no fracasso da operação e porque ela falhou. Em 13 de junho, o general Taylor deu o seu parecer a Kennedy. A derrota foi atribuída a falta de compreensão sobre a impossibilidade da operação na forma como ela foi concebida, com aeronaves inadequadas, armamentos limitados e poucos pilotos preparados. Ataques aéreos antes da invasão foram limitados e ineficazes. Navios carregando suprimentos, munição e outros equipamentos foram afundados antes de chegarem as praias.

### Relatório da CIA

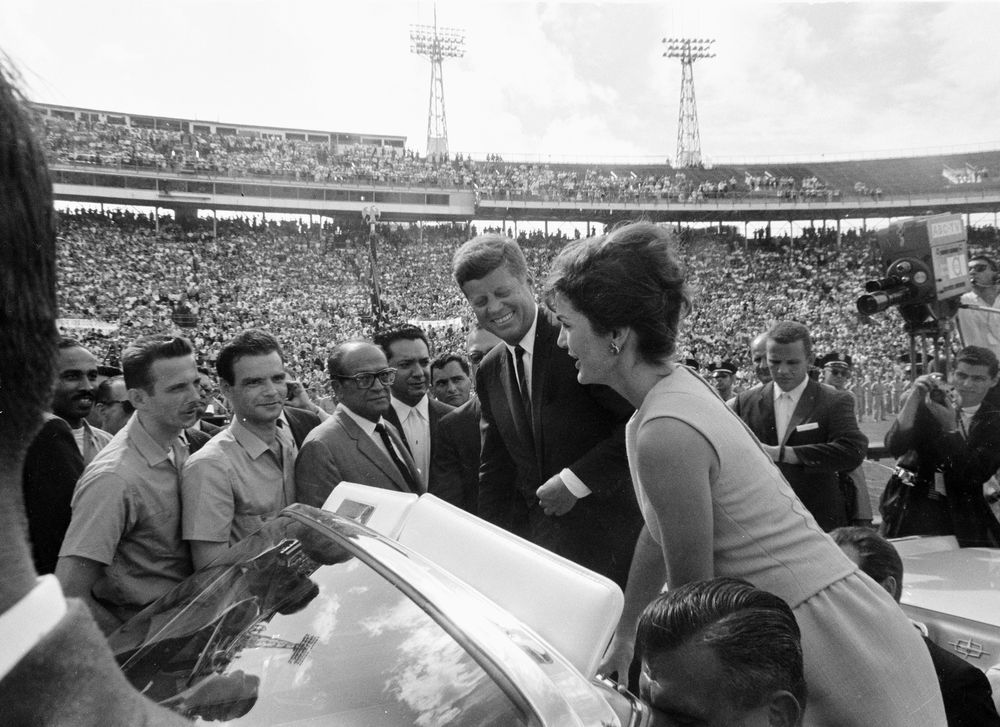
O Presidente John F. Kennedy e a primeira-dama Jacqueline Kennedy se encontrando com veteranos da Brigada 2506.

Em novembro de 1961, o inspetor geral da CIA, Lyman Kirkpatrick, fez um relatório chamado 'Vigilância da Operação Cubana', que permaneceu secreto até 1996. As conclusões foram:
1. A CIA excedeu sua capacidade de desenvolver um plano para apoiar os guerrilheiros, pois queriam ter uma negação plausível.
2. Falha na avaliação realista dos riscos e de conseguir informações e tomar decisões internamente e com outros oficiais do governo federal.
3. Envolvimento insuficiente da liderança dos exilados.
4. Falha de organizar uma resistência interna dentro de Cuba.
5. Falha na coleta e análises de informações de inteligência sobre as forças armadas cubanas.
6. Má gestão interna de comunicações e pessoal.
7. Poucos oficiais verdadeiramente qualificados trabalhando na operação.
8. Número insuficiente de pessoas que falassem espanhol, poucas instalações para treinamento e poucos recursos.
9. Pouca estabilidade das políticas e planos de contingência.

Apesar das refutações vigorosas por parte da CIA sobre a má execução da operação, o diretor da agência, Allen Dulles, seu vice, Charles Cabell, e o vice-diretor de planejamento, Richard Bissell, foram obrigados a renunciar seus cargos em meados de 1962.
Anos mais tarde, o comportamento da CIA durante a operação tornou-se o principal exemplo citado pelo paradigma da psicologia conhecido como síndrome de pensamento de grupo (groupthink).
Em meados da década de 1960, o agente da CIA E. Howard Hunt tinha falado com diversos cubanos em Havana; em 1997, entrevistado pela rede de notícias CNN, ele afirmou: "... tudo que eu encontrei por lá [em Cuba] era muito entusiasmo por Fidel Castro". Uma das esperanças da CIA era que, uma vez que a invasão tivesse começado, a população iria se erguer em apoio a contrarrevolução, fazendo assim com que o governo comunista entrasse em colapso, mas isso não aconteceu.

### Legado da invasão em Cuba

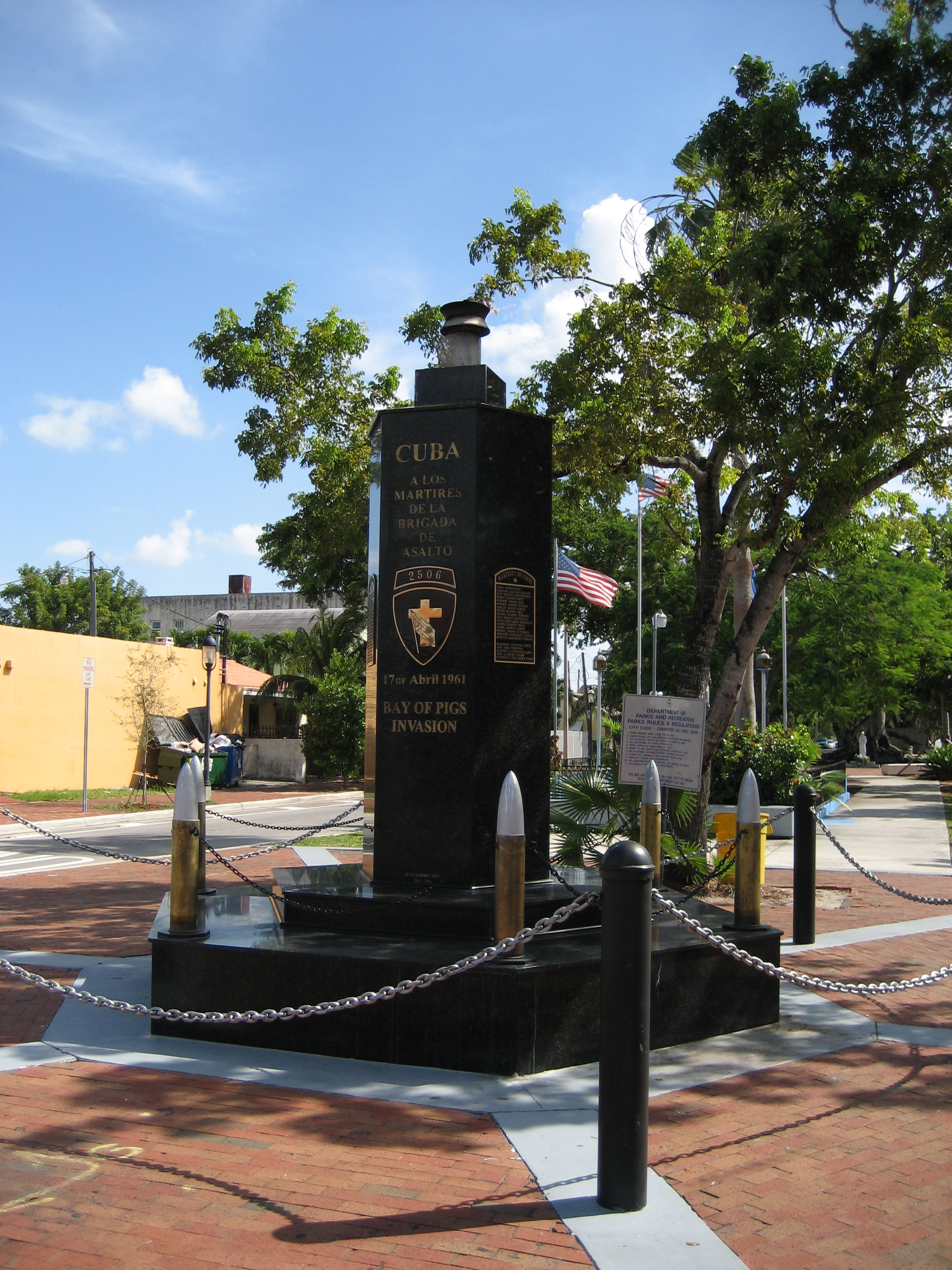
Memorial sobre a invasão em Miami, Flórida, Estados Unidos.

Para muitos latino-americanos, a invasão da Baía dos Porcos serviu para reforçar a falta de confiança na política americana, mas também mostrou que eles podiam ser derrotados e incentivou a criação de uma série de grupos políticos pelo continente para lutar contra os interesses capitalistas.
A invasão também serviu para aumentar ainda mais a popularidade de Castro, dando ainda mais apoio nacionalista as políticas econômicas dele. Em 15 de abril, após os primeiros ataques aéreos contra bases da força aérea cubana, ele declarou iniciada a revolução "Marxista-leninista". Após a invasão, Fidel se aproximou mais da União Soviética a fim de conseguir mais proteção. Em 1962, Castro, temeroso com a possibilidade de uma nova invasão americana, aceitou a sugestão dos soviéticos para iniciar a instalação de diversos silos para mísseis nucleares na ilha, o que resultaria em uma nova crise entre Cuba e os Estados Unidos quando estes descobriram os planos.
Em março de 2001, pouco antes do aniversário de 40 anos da invasão, aconteceu uma conferência em Havana, que contou com a participação de sessenta delegados americanos. A conferência, chamada "Baía dos Porcos: 40 Anos Depois", foi patrocinada pela Universidade de Havana e pelo National Security Archive, dos Estados Unidos.
Em Cuba, ainda há o chamado 'Dia de la Defensa' ("Dia da Defesa"), onde é organizado exercícios para preparar a população cubana para a possibilidade de uma nova invasão.

### Legado da invasão para os exilados cubanos
Muitos dos sobreviventes da operação, que lutaram pela CIA, permaneceram leais à contrarrevolução após o ocorrido; alguns veteranos da Baía dos Porcos se tornaram oficiais do exército americano, lutando no Vietnã, incluindo seis coronéis, dezenove tenentes-coronéis, nove majores e vinte e nove capitães. Em março de 2007, cerca de metade dos sobreviventes da brigada já haviam falecido.
Em abril de 2010, a associação de pilotos cubanos revelou um documento na Kendall-Tamiami Executive Airport em memória aos dezesseis aviadores que morreram em batalha lutando pelos exilados. O memorial em honra a estes pilotos em Miami contém uma réplica de um B-26 com uma bandeira de Cuba.

## APlaya Girónnos dias atuais

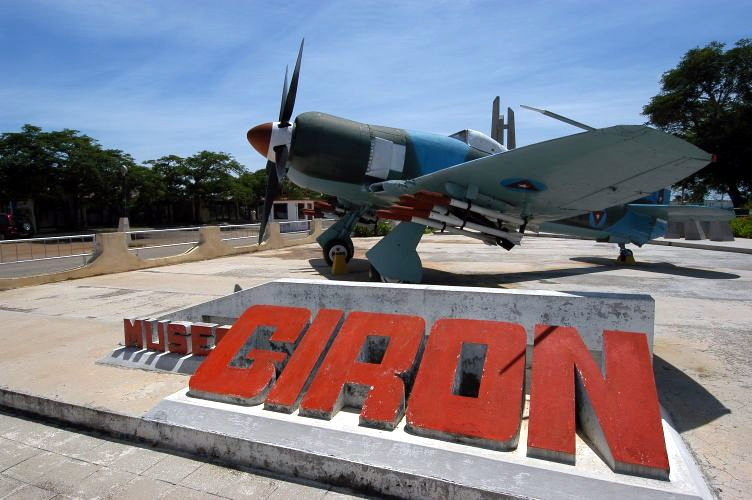
Um Hawker Sea Fury em exibição no Museo Girón, em Cuba.

Pouco sobrou da vila onde parte dos combates aconteceram. O local é remoto, com apenas uma única estrada de saída e entrada, mas cresceu um pouco após a invasão. Quase nenhum residente atual estava lá na década de 60. Há vários memoriais para os cubanos mortos ao longo da estrada. Na entrada da vila há um cartaz com uma famosa frase de Fidel Castro sobre a batalha: "Primeira derrota dos yankees imperialistas". Um museu de duas salas contém destroços de uma aeronave americana e outros equipamentos militares capturados. Também mostram fotos da batalha, mapas e imagens de soldados cubanos que morreram. Também há cartazes e outros materiais honrando as forças contrarrevolucionárias.